# Interpoziție ileală
Interpunerea ileală (transpoziție ileală) este o procedură de chirurgie metabolică, utilizată pentru tratarea pacienților diabetici supraponderali prin mijloace chirurgicale. Prezentă pentru prima dată de chirurgul brazilian Aureo De Paula în 1999, această tehnică se aplică prin plasarea ileonului, care este partea distală a intestinului subțire, fie între stomac și partea proximală a intestinului subțire, fie prin plasarea ileonului în partea proximală a intestinului subțire fără a atinge conexiunile naturale ale stomacului. Există două versiuni diferite ale operațiunii. Procedura de gastrectomie cu mânecă este standard pentru ambele versiuni.